# Khorasan Square
 (février 2023).
Si vous disposez d'ouvrages ou d'articles de référence ou si vous connaissez des sites web de qualité traitant du thème abordé ici, merci de compléter l'article en donnant les références utiles à sa vérifiabilité et en les liant à la section « Notes et références ».
 (mars 2023).
Khorasan Square est une place au sud-est de Téhéran, du côté nord jusqu'au 17 Shahrivar Street et enfin jusqu'au square Imam-Hossein. 
La place Khorasan fait également référence aux quartiers environnants. Dans un passé lointain[évasif], la place Khorasan était l'une des portes de Téhéran et l'un des anciens quartiers de la capitale, qui est le berceau de personnages célèbres.